# Gara Vurpăr
Gara Vurpăr a fost o stație de cale ferată de pe linia Vurpăr, ramură a liniei Agnita, în comuna Vurpăr, județul Sibiu, România. Gara a fost deschisă în 1910 și închisă în 1993.